# Cathédrale Notre-Dame de Tortose
Pour les articles homonymes, voir Cathédrale Notre-Dame.
La cathédrale Notre-Dame de Tortose (arabe : كاتدرائية طرطوس) est une cathédrale catholique érigée au XIIe siècle à Tartous, en Syrie, puis convertie en mosquée au XIIIe siècle.
La cathédrale a été décrite par les historiens comme « la structure religieuse la mieux conservée des croisades ». La cathédrale était populaire parmi les pèlerins durant les croisades, parce que saint Pierre y aurait fondé une petite église dédiée à la Vierge Marie. Après sa capture par les Mamelouks, en 1291, la cathédrale a été convertie en mosquée. Aujourd'hui, le bâtiment abrite le musée national de Tartous.

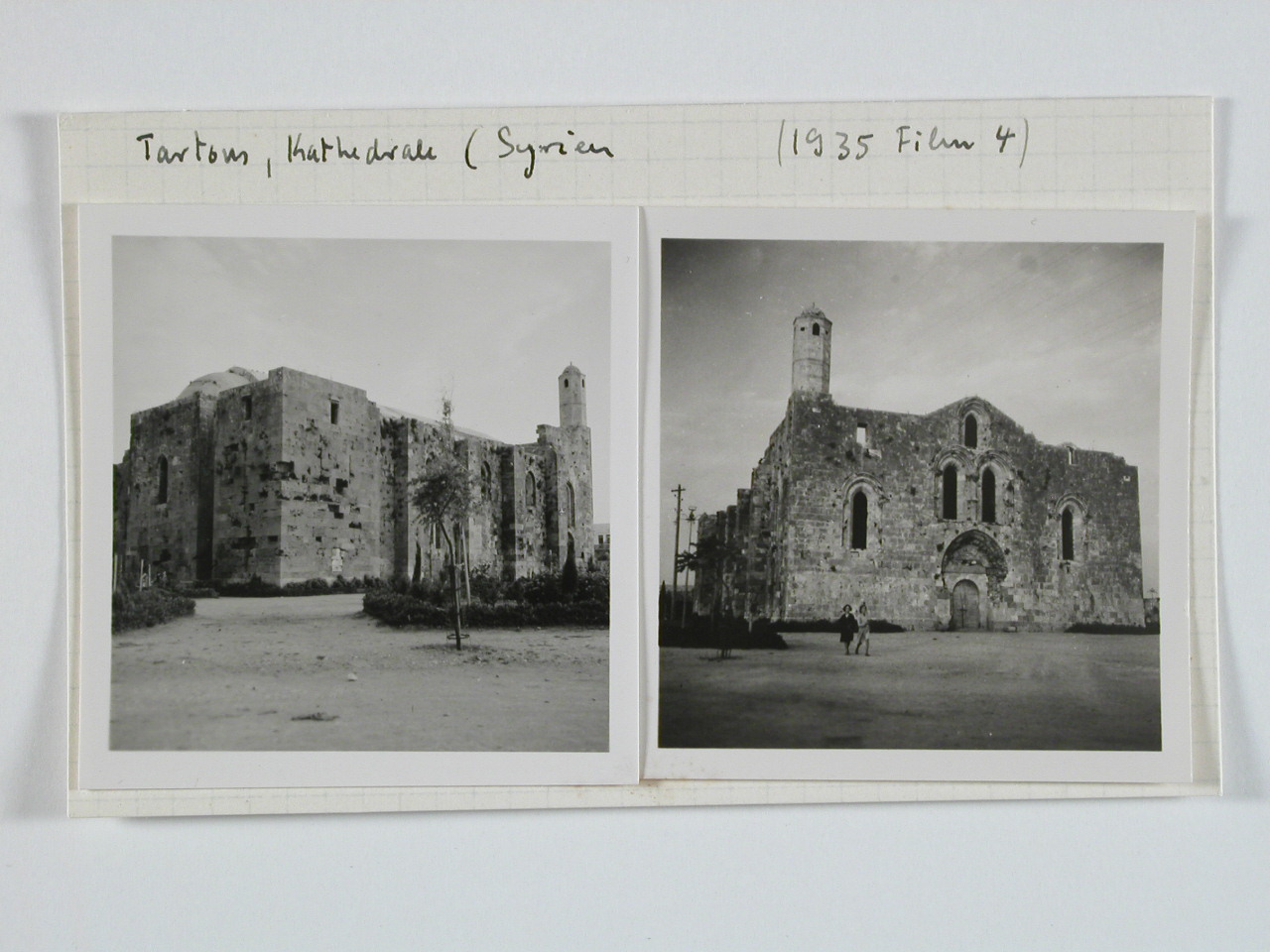
Chevet et façade, en 1935.

## Historique

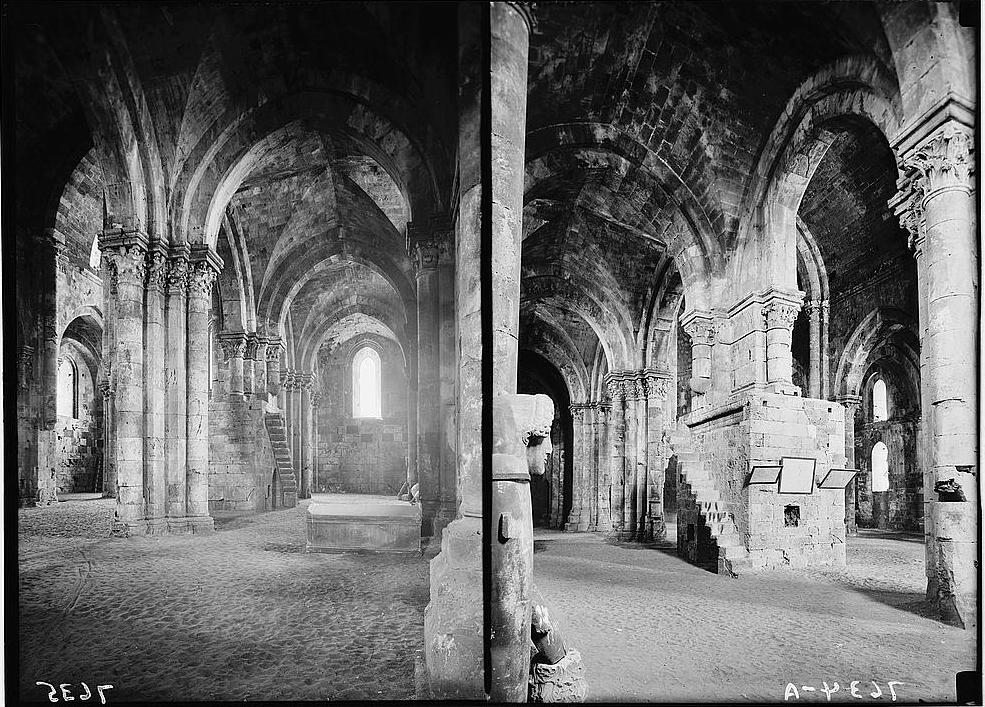
Vues intérieures de la cathédrale (1936).

Le sanctuaire de la cathédrale dédié à la Vierge Marie a accueilli de nombreux pèlerinages chrétiens pendant les croisades, en raison de la croyance perdurant depuis la domination byzantine que le bâtiment se trouvait sur le site d'une église fondée par saint Pierre. 
Les forces franques ont capturé Tortose en 1099. Une fois la terre conquise, la cathédrale a été construite à l'emplacement d'une église byzantine. Alors qu'elle était sous le contrôle des Templiers, qui ont gouverné la région de 1152 à 1291, la cathédrale a été endommagée par un tremblement de terre en 1202, puis elle a été réparée dans les années qui suivirent. Le bâtiment de l'église a été fortifié après 1260, afin de se protéger des attaques mameloukes.
En 1213, Raymond, fils de Bohémond IV, prince d'Antioche, est tué en la cathédrale Notre-Dame de Tortose par les Assassins.
Après que les Templiers eurent abandonné Tortose en 1291, la cathédrale tomba sous le contrôle des Mamelouks qui en firent une mosquée.

## Plus récemment

### Fouilles
Des fouilles ont été  menées en 1921 par Camille Enlart, puis en 1926 par Maurice Pillet qui en donne une description et des photographies. La cathédrale a été décrite par les historiens comme « la structure religieuse la mieux conservée des croisades ».

### Musée
Depuis 1956, le bâtiment abrite le Musée national de Tartous, qui présente l'archéologie de la région.

## Architecture

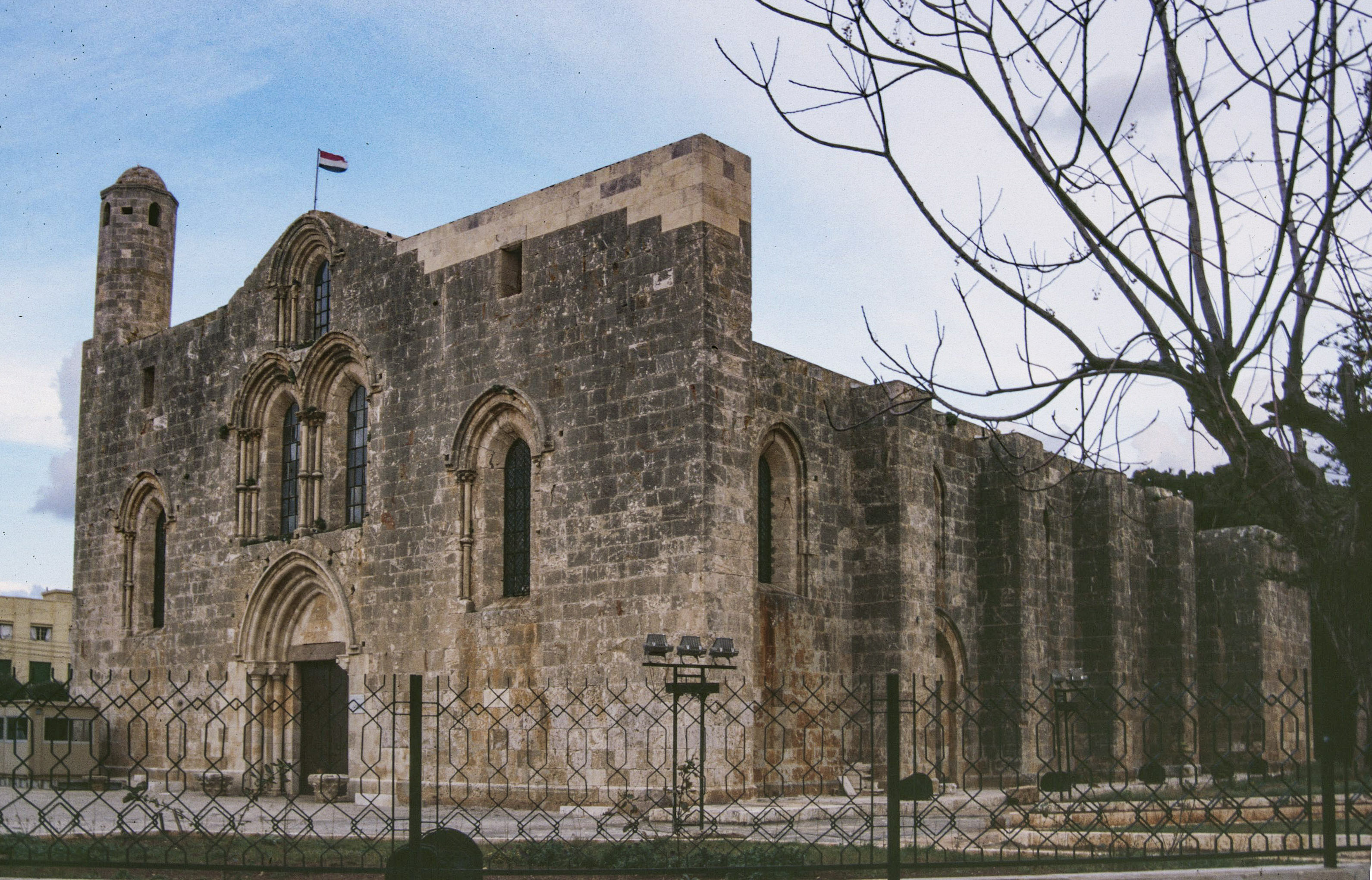
Façade ouest et murs sud.

La cathédrale Notre-Dame de Tortose a été édifiée du milieu du XIIe siècle au  XIIIe siècle. L'extrémité orientale, construite en premier, reflète le style roman populaire. La construction ultérieure au XIIIe siècle était de style gothique primitif, comme on le voit à l'extrémité ouest du bâtiment. La conception, basée sur un plan basilical standard, est d’une ampleur exceptionnelle, mesurant plus de 45 mètres de long et 30 mètres de large. La nef est voûtée en berceau en arcs brisés. Le sanctuaire de la Vierge Marie se trouve du côté nord de la nef.
Les murs nord et sud ont des contreforts en saillie, alors que la façade ouest en est dépourvue. La façade ouest, d'influence gothique, possède un clocher polygonal et des ensembles de fenêtres simples qui éclairent la nef et les bas-côtés,.
La cathédrale de Tortose est probablement la seule église latine encore debout qui ait été fortifiée pour la défense des habitants. La fortification a commencé dans les années 1260, devant de la menace d'une invasion mamelouke. Les sacristies des couloirs nord-est et sud-est offraient une couverture en cas d’attaque et les contreforts des murs nord et sud étaient pourvus de mâchicoulis. D'après Camille Enlart, deux tours ont également été construites au-dessus des travées du bas-côté ouest.